# Head of State (película)
Head of State (en España De incompetente a presidente y en Hispanoamérica Jefe de Estado) es una película de comedia de 2003 dirigida, escrita, y protagonizada por Chris Rock y coprotagonizada por Bernie Mac.

## Sinopsis
Cuando un candidato presidencial muere inesperadamente en el medio de una campaña, el regidor de Washington D. C., Mays Gilliam es elegido inesperadamente como su sustituto.

## Elenco
- Chris Rock – Mays Gilliam
- Bernie Mac – Mitch Gilliam
- Dylan Baker – Martin Geller
- Nick Searcy – Vicepresidente Brian Lewis
- Lynn Whitfield – Debra Lassiter
- Robin Givens – Kim
- Tamala Jones – Lisa Clark
- James Rebhorn – Senador Bill Arnot
- Keith David – Bernard Cooper
- Stephanie March – Nikki
- Ron Killings  – Ron "The Truth" Killings (no acreditado)
- Nate Dogg – Él mismo
- DJ Quik
- Leonard A. Anderson
- Tracy Morgan
- Armando Benavides– Hombre de la Ambulancia
- Ron Harris– Luchador (no acreditado)